# Shannan
| Tibetische Bezeichnung                   |
| ---------------------------------------- |
| Tibetische Schrift: ལྷོ་ཁ་ས་ཁུལ་            |
| Wylie-Transliteration: lho kha sa khul   |
| Offizielle Transkription der VRCh: Lhoka |
| THDL-Transkription: Lhokha               |
| Andere Schreibweisen: —                  |
| Chinesische Bezeichnung                  |
| Traditionell: 山南地區                   |
| Vereinfacht: 山南市                      |
| Pinyin:Shānnán Shì                       |

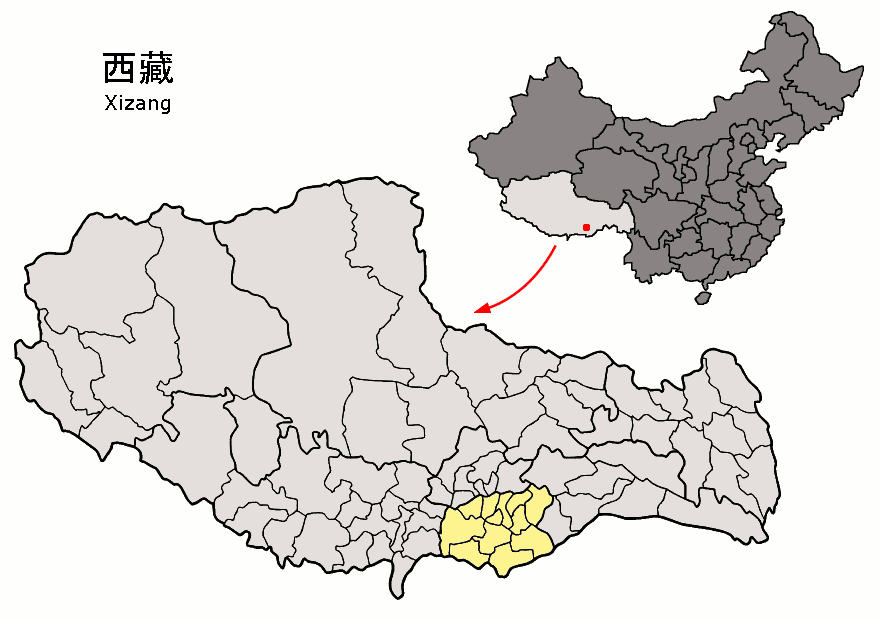
Lage von Lhokha (gelb) in Tibet (hellgrau)

Shannan (chinesische Bezeichnung des tibetischen Lhoka) ist eine bezirksfreie Stadt im Süden des Autonomen Gebiets Tibet. Sie hat eine Fläche von 78.924 km² und 354.035 Einwohner (Stand: Zensus 2020).

## Geschichte
Legenden zufolge besiedelten vor vier Millionen Jahren die Vorfahren der heutigen Tibeter das Tal des Yarlung Tsangpo (Brahmaputra). Ein Ort in der Nähe von Tsethang gilt der Legende nach als erstes bebautes Feld Tibets und Yumbu Lagang in derselben Gegend gilt als erstes Bauwerk Tibets. Mitte des 7. Jahrhunderts n. Chr. begann Songtsen Gampo seinen Feldzug zur Eroberung der Tibet-Qinghai-Hochebene. Ein Bewässerungssystem wurde eingeführt, die Verwendung des Pflugs und von Zugtieren verbreitete sich, so dass Shannan zur Kornkammer Tibets wurde. In Nêdong wurde ein Palast für Prinzessin Jincheng errichten, dessen Ruinen bis heute erhalten sind. Die tibetischen Könige ließen sich in Qonggyai begraben. Nach dem Zusammenbruch des tibetischen Königreiches folgte eine Periode der Zersplitterung, Kriege und Hungersnöte. 1253 vereinigte die mongolische Yuan-Dynastie Tibet unter ihrer Herrschaft und Nêdong wurde ein Zentrum der Pagzhu-Sekte; die Könige von Nêdong herrschten 262 Jahre lang über Tibet. Während der Herrschaft des Kashag (bis 1951 bzw. 1959) hatten die wichtigsten Feudalherren Güter in Shannan. Während der ersten Jahre nach dem Aufstand von 1959 stieg die landwirtschaftliche und industrielle Produktion in Shannan jährlich um 9 %; die Getreideproduktion wurde vervierfacht.
Vor 1959 waren 39,5 % des Bodens in Shannan im Besitz der Klöster, 30,9 % gehörten der Regierung in Lhasa und 29,6 % der Aristokratie.
Am 19. Februar 2016 genehmigte der Staatsrat die Umwandlung des bisherigen Bezirks Shannan in eine bezirksfreie Stadt. Die bisherige kreisfreie Stadt Shannan wurde zum Stadtbezirk Nêdong umorganisiert.

## Konflikt mit Indien
Teile des Kreises Cona und der Süden des Kreises Lhünzê im Regierungsbezirk Shannan sowie Teile der Kreise Mêdog und Zayü des Regierungsbezirks Nyingchi werden von der chinesischen Regierung als Teil ihres Territoriums beansprucht, sind aber de facto unter der Kontrolle Indiens, wo diese Gebiete zum Bundesstaat Arunachal Pradesh gezählt werden.
Der Konflikt geht auf die Shimla-Konvention von 1914 zurück und führte im Oktober und November 1962 zu einem indisch-chinesischen Grenzkrieg.

## Wichtige Orte
- Im Kreis Gonggar befindet sich der Flughafen von Lhasa.

- Im Kreis Chanang befindet sich das Kloster Samye (tib.: bsam yas), das als erstes buddhistisches Kloster Tibets gilt.
- Im Kreis Qonggyai befinden sich die Gräber tibetischer Könige.
- Im Bezirk Nêdong befindet sich das Kloster Thradrug.

## Administrative Gliederung
| Name           | Tibetisch   | Wylie                 | Chinesisch | Pinyin        | Fläche    | Einwohnerzahl (Stand: Zensus 2020) |
| -------------- | ----------- | --------------------- | ---------- | ------------- | --------- | ---------------------------------- |
| Bezirk Nêdong  | སྣེ་གདོང་རྫོང་   | sne gdong rdzong      | 乃东区     | Năidōng Qū    | 2.184 km² | 81.608                             |
| Kreis Chanang  | གྲ་ནང་རྫོང་    | gra nang rdzong       | 扎囊县     | Zhānáng Xiàn  | 2.156 km² | 36.656                             |
| Kreis Comai    | མཚོ་སམད་རྫོང་  | mtsho smad rdzong     | 措美县     | Cuòměi Xiàn   | 4.193 km² | 12.132                             |
| Kreis Cona     | མཚོ་སྣ་རྫོང་    | mtsho sna rdzong      | 错那县     | Cuònà Xiàn    | 6.640 km² | 13.932                             |
| Kreis Gonggar  | གོང་དཀར་རྫོང་  | gong dkar rdzong      | 贡嘎县     | Gònggā Xiàn   | 2.384 km² | 53.701                             |
| Kreis Gyaca    | རྒྱ་ཚ་རྫོང་     | rgya tsha rdzong      | 加查县     | Jiāchá Xiàn   | 4.390 km² | 23.534                             |
| Kreis Lhozhag  | ལྷོ་བྲག་རྫོང་    | lho brag rdzong       | 洛扎县     | Luòzhā Xiàn   | 4.346 km² | 19.865                             |
| Kreis Lhünzê   | ལྷུན་རྩེ་རྫོང་    | lhun rtse rdzong      | 隆子县     | Lóngzǐ Xiàn   | 6.923 km² | 33.570                             |
| Kreis Nagarzê  | སྣ་དཀར་རྩེ་རྫོང་ | sna dkar rtse rdzong  | 浪卡子县   | Làngkǎzǐ Xiàn | 7.970 km² | 32.835                             |
| Kreis Qonggyai | འཕྱོངས་རྒྱས་རྫོང་ | 'phyongs rgyas rdzong | 琼结县     | Qióngjié Xiàn | 1.046 km² | 15.199                             |
| Kreis Qusum    | ཆུ་གསུམ་རྫོང་   | chu gsum rdzong       | 曲松县     | Qūsōng Xiàn   | 2.068 km² | 12.962                             |
| Kreis Sangri   | ཟངས་རི་རྫོང་   | zangs ri rdzong       | 桑日县     | Sāngrì Xiàn   | 2.642 km² | 18.041                             |